# 桂章太郎
桂 章太郎（かつら しょうたろう、1914年5月8日 - 1935年5月13日）は、日本の俳優である。本名松田 秀雄（まつだ ひでお）。日本映画データベースにおける「柱章太郎」は、単純な誤記である。満18歳で映画主演して以降、サイレント末期の剣戟映画における青年スターであったが、満21歳で戦死した。

## 人物・来歴
1914年（大正3年）5月8日、東京府東京市京橋区八丁堀（現在の東京都中央区八丁堀）に生まれる。
1926年（大正15年）3月、旧制小学校を卒業し、同年4月、旧制・日本大学中学校（現在の日本大学第一高等学校）に進学したが、満15歳になる1929年（昭和4年）、同校を中途退学して京都に移り、等持院の東亜キネマ京都撮影所に入社する。同社での出演歴等は不明であるが、映画界にデビューして3年を経た1932年（昭和7年）、新興キネマと配給提携を行う製作会社・尾上菊太郎プロダクションに移籍、同年5月25日に公開された尾上菊太郎主演によるサイレント映画『直参出世鳶』（監督押本七之助）に脇役出演、木村潤子の相手役を演じる。尾上菊太郎プロダクション第二部が製作した『怪傑鬼神組』（前篇・監督清水勝人、後篇・監督郷竜二）で初主演を果たす。1933年（昭和8年）4月、前年11月に高村正次が御室撮影所に設立した宝塚キネマ興行に移籍、『天変二筋道』『男伊達三度笠』（いずれも監督堀江大生）に主演、羅門光三郎、阿部九州男に次ぐ同社のスターとして待遇され、同年、映画雑誌『キネマ』において行われた「新進スタア推薦投票」において、第1位を獲得している。満19歳になるこのころ、1歳年下の女優・月宮乙女と結婚している。同年7月には同社では賃金未払いが発生、経営者と従業員が対立、製作も遅滞、同年7月8日に公開された主演作『男伊達三度笠』を最後に、桂は月宮とともに同社を退社する。
同年8月、東京に戻って、北豊島郡西巣鴨町（現在の豊島区西巣鴨4丁目）にあった大都映画に月宮とともに入社する。同社では、社主・河合徳三郎の娘である三城輝子とのコンビを組み、『霧の中の仁侠児』（監督中島宝三）、『情艶鹿の子崩れ』（監督石山稔）、『気まぐれ伊太郎』（監督中島宝三）、『日本巌窟王』二部作（監督中島宝三）等で人気を博した。『日本映画俳優名鑑 昭和九年版』によれば、身長5尺（151.5センチメートル）、体重12貫300匁（46.1キログラム）と記されている。
片岡千恵蔵に代表される「明朗型スター」として、そのフレッシュさに将来を期待されていたが、1935年（昭和10年）1月20日に公開された主演作『仇姿隠密道中』（監督大伴竜三）に出演したのを最後に召集され、独立守備隊に従軍したが、同年5月13日、満洲（現在の中華人民共和国東北部）にて戦死する。満21歳没。
出演作は『大号令』（監督吉村操、1934年）を除き、すべてサイレント映画であった。大都映画は、同年、桂の慰霊祭を行い、ドキュメンタリー映画『故桂章太郎慰霊祭實況』を製作、同年8月8日に公開された『御存知猿飛佐助 後篇』（監督大伴竜三）と同時に内務省警保局の検閲を受けた記録が残っている。月宮乙女は、同年中は大都映画に所属、出演していたが、翌年、阪東妻三郎プロダクションに移籍、戦後、小堀明男と再婚した。

## フィルモグラフィ
クレジットはすべて「出演」である。公開日の右側には役名、および東京国立近代美術館フィルムセンター（NFC）、マツダ映画社所蔵等の上映用プリントの現存状況についても記す。同センター等に所蔵されていないものは、とくに1940年代以前の作品についてはほぼ現存しないフィルムである。資料によってタイトルの異なるものは併記した。

### 尾上菊太郎プロダクション
製作は「尾上菊太郎プロダクション」、配給は「新興キネマ」、すべてサイレント映画である。
- 『直参出世鳶』 : 監督押本七之助、1932年5月25日公開 - 小さんの恋人村松友弥
- 『元禄村雨格子』 : 監督押本七之助、1932年6月15日公開 - 金吾の兄新左衛門
- 『怪傑鬼神組 前篇 天誅篇』 : 監督清水勝人、1932年8月7日公開 - 主演
- 『柳生快勇伝』 : 監督不明、1932年製作・公開 - 主演
- 『快傑鬼神組 後篇 覆面抜刀隊』（『覆面抜刀隊 傑鬼神組 後篇』[6]） : 監督郷竜二、製作八州映画社（尾上菊太郎プロダクション第二部[1][4]）、配給八州映画社、1933年3月1日公開 - 主演
- 『若様大学』 : 監督冬島泰三、1933年4月15日公開 - 甚右衛門の息子甚之助

### 宝塚キネマ興行
すべて製作・配給は「宝塚キネマ興行」、すべてサイレント映画である。
- 『天変二筋道』 : 監督堀江大生、1933年4月7日公開 - 主演[1][4]
- 『侠艶竜虎の渦』（『矯艶竜虎の渦』[6]） : 監督仁科熊彦、1933年4月29日公開
- 『搦操大納言』（『搦繰大納言』[6]） : 監督堀江大生、1933年6月9日公開 - 主演
- 『男伊達三度笠』 : 監督堀江大生、1933年7月8日公開 - 主演

### 大都映画
すべて製作・配給は「大都映画」、特筆した特別作以外はすべてサイレント映画である。
- 『元和三勇士 竜虎発端篇』 : 監督中島宝三、1933年9月14日公開 - 主演
- 『元和三勇士 後篇 獅子奮迅篇』 : 監督長尾史録、1933年9月21日公開 - 主演
- 『霧の中の仁侠児』 : 監督中島宝三、1933年10月5日公開 - 主演
- 『江戸の華出世の纏』（『江戸の花 出世の纏』[6]） : 監督長尾史録、1933年10月19日公開 - 主演
- 『浮世絵信州攻め』（『浮世絵信州攻』[6]） : 監督中島宝三、1933年11月8日公開 - 主演
- 『秋風幕末陣』 : 監督長尾史録、1933年12月7日公開 - 主演
- 『業平文治 第一篇』 : 監督大伴竜三、1934年1月20日公開 - 業平文治（主演）
- 『業平文治 第二篇』 : 監督大伴竜三、1934年1月25日公開 - 業平文治（主演）
- 『明暗風流陣』 : 監督中島宝三、1934年2月8日公開 - 主演
- 『悲恋五月雨草紙』（『悲恋五月雨双紙』[6]） : 監督石山稔、1934年2月22日公開 - 主演
- 『名君道中記』 : 監督中島宝三、1934年3月2日公開 - 主演
- 『黄金飛脚』 : 監督中島宝三、1934年3月22日公開 - 主演
- 『元禄女六法』 : 監督中島宝三、1934年4月5日公開 - 主演
- 『情艶鹿の子崩れ』 : 監督石山稔、1934年4月19日公開 - 主演
- 『桜吹雪源太時雨』 : 監督中島宝三、1934年5月10日公開 - 主演
- 『旅姿人斬右門』 : 監督中島宝三、1934年6月7日公開 - 主演
- 『大号令』 : 監督吉村操、トーキー、1934年6月14日公開
- 『木曾路の流れ星』 : 監督中島宝三、1934年6月28日公開 - 主演
- 『兄弟からす』 : 監督大伴竜三、1934年7月12日公開 - 主演
- 『気まぐれ伊太郎』 : 監督中島宝三、1934年7月19日公開 - 主演
- 『鉄仮面』 : 監督大伴竜三、1934年8月8日公開 - 主演
- 『奴大平記』（『奴太平記』[6]） : 監督中島宝三、1934年8月22日公開 - 主演
- 『髭の伝五左辻往来』（『髯の伝五左辻往来』[6]） : 監督大伴竜三、1934年9月20日公開 - 主演
- 『仁侠三筋の巷』（『任侠三筋の巷』[6]） : 監督勝見正義、1934年10月11日公開 - 主演
- 『日本巌窟王 天地鳴動篇 天の巻』（『日本岩窟王 天地鳴動篇』[6]） : 監督中島宝三、1934年11月8日公開 - 主演
- 『日本巌窟王 疾風迅雷篇』 : 監督中島宝三、1934年11月22日公開 - 主演
- 『旅鴉喧嘩街道』（『旅烏喧嘩街道』[6]） : 監督勝見正義、1934年12月6日公開 - 主演
- 『仇姿隠密道中』 : 監督大伴竜三、1935年1月20日公開 - 主演

- 『故桂章太郎慰霊祭實況』 : ドキュメンタリー映画、1935年8月8日公開 - 没後